# Semaine des As 2006
Navigation
Clermont 2005 Nancy 2007
La 4e édition de la Semaine des As de basket-ball s'est déroulée du 16 au 19 février 2006 au Palais des Sports de Dijon.

## Résumé
Le Mans remporte la compétition pour la première fois de son histoire et dispute sa deuxième finale dans la Semaine des As après 2004. Le trophée de MVP est décerné pour la première fois cette année à Eric Campbell.

## Tableau
|  | Quarts de finale    | Quarts de finale  |                 |    | Demi-finales      | Demi-finales      |  |  | Finale              | Finale              |
|  | Quarts de finale    | Quarts de finale  |                 |    | Demi-finales      | Demi-finales      |  |  | Finale              | Finale              |
|  |                     |                   |                 |    |                   |                   |  |  |                     |                     |
|  | Jeudi 16 février    | Jeudi 16 février  |                 |    | Samedi 18 février | Samedi 18 février |  |  | Dimanche 19 février | Dimanche 19 février |
|  | Jeudi 16 février    | Jeudi 16 février  |                 |    | Samedi 18 février | Samedi 18 février |  |  | Dimanche 19 février | Dimanche 19 février |
|  | Le Mans             | 91                |                 |    | Samedi 18 février | Samedi 18 février |  |  | Dimanche 19 février | Dimanche 19 février |
|  | Le Mans             | 91                |                 |    | Samedi 18 février | Samedi 18 février |  |  | Dimanche 19 février | Dimanche 19 février |
|  | Gravelines          | 88                |                 |    | Samedi 18 février | Samedi 18 février |  |  | Dimanche 19 février | Dimanche 19 février |
|  | Gravelines          | 88                | Le Mans         | 79 |                   |                   |  |  | Dimanche 19 février | Dimanche 19 février |
|  | Jeudi 16 février    |                   | Le Mans         | 79 |                   |                   |  |  | Dimanche 19 février | Dimanche 19 février |
|  |                     | Villeurbanne      | 69              |    |                   |                   |  |  | Dimanche 19 février | Dimanche 19 février |
|  | Dijon               | Villeurbanne      | 69              | 68 |                   |                   |  |  | Dimanche 19 février | Dimanche 19 février |
|  | Dijon               |                   |                 | 68 |                   |                   |  |  | Dimanche 19 février | Dimanche 19 février |
|  | Villeurbanne        | 69                |                 |    |                   |                   |  |  | Dimanche 19 février | Dimanche 19 février |
|  | Villeurbanne        | 69                | Le Mans         | 78 |                   |                   |  |  |                     |                     |
|  | Vendredi 17 février |                   | Le Mans         | 78 |                   |                   |  |  |                     |                     |
|  |                     | Bourg-en-Bresse   | 60              |    |                   |                   |  |  |                     |                     |
|  | Pau-Orthez          | Bourg-en-Bresse   | 60              | 80 |                   |                   |  |  |                     |                     |
|  | Pau-Orthez          | Samedi 18 février |                 | 80 |                   |                   |  |  |                     |                     |
|  | Bourg-en-Bresse     | 89                |                 |    |                   |                   |  |  |                     |                     |
|  | Bourg-en-Bresse     | 89                | Bourg-en-Bresse | 92 |                   |                   |  |  |                     |                     |
|  | Vendredi 17 février |                   | Bourg-en-Bresse | 92 |                   |                   |  |  |                     |                     |
|  |                     | Nancy             | 90              |    |                   |                   |  |  |                     |                     |
|  | Nancy               | Nancy             | 90              | 81 |                   |                   |  |  |                     |                     |
|  | Nancy               |                   |                 | 81 |                   |                   |  |  |                     |                     |
|  | Strasbourg          | 72                |                 |    |                   |                   |  |  |                     |                     |
|  | Strasbourg          | 72                |                 |    |                   |                   |  |  |                     |                     |

## MVP de la compétition
- Eric Campbell (Le Mans)

## Les vainqueurs
Entraîneur :  Vincent Collet
| Numéro | Nom                  | Né en | Taille | Nationalité    | Poste       |
| 4      | Nicolas Batum        | 1988  | 2,03   | France         | Ailier      |
| 5      | Kenny Gregory        | 1985  | 1,84   | France         | Meneur      |
| 6      | Pape-Philippe Amagou | 1983  | 1,98   | Côte d'Ivoire  | Ailier      |
| 7      | Alain Koffi          | 1983  | 2,04   | France         | Intérieur   |
| 8      | Jurica Ruzić         | 1977  | 1,99   | Croatie        | Ailier fort |
| 9      | Yannick Bokolo       | 1985  | 1,91   | France         | Meneur      |
| 11     | Jermaine Guice       | 1972  | 1,94   | États-Unis     | Arrière     |
| 12     | Huseyin Besok        | 1975  | 2,06   | Turquie        | Pivot       |
| 13     | Eric Campbell        | 1977  | 1,94   | États-Unis     | Intérieur   |
| 14     | JD Jackson           | 1969  | 1,96   | France- Canada | Arrière     |
| 15     | Ivan Krolo           | 1983  | 2,15   | Croatie        | Pivot       |